# Батарея (шахматы)
слон + ферзь
| d8            | e8             | f8 чёрная ладья | g8 чёрный король | h8              |
| d7            | e7             | f7 чёрная пешка | g7 чёрная пешка  | h7 чёрная пешка |
| d6            | e6             | f6              | g6               | h6              |
| d5            | e5 белый ферзь | f5              | g5               | h5              |
| d4 белый слон | e4             | f4              | g4               | h4              |

двух ладей
| d8 чёрная ладья | e8             | f8              | g8 чёрный король | h8              |
| d7              | e7             | f7 чёрная пешка | g7 чёрная пешка  | h7 чёрная пешка |
| d6              | e6             | f6              | g6               | h6              |
| d5              | e5 белая ладья | f5              | g5               | h5              |
| d4              | e4 белая ладья | f4              | g4               | h4              |

2. Л:е8#
Батаре́я шахматная — наличие на одной линии двух разноимённых фигур одного цвета, причём уход с линии стоящей впереди фигуры позволяет включиться задней дальнобойной фигуре.
Существует иное определение — батареей называют две или более дальнобойные шахматные фигуры, объединение которых на одной линии усиливает потенциал атаки по этой линии. 
В батарее могут участвовать ферзь, ладья или слон. Наиболее часто встречаемые в практике батареи:
По вертикали и по горизонтали:
- Ладья + ладья
- Ладья + ферзь
- Ладья + ладья + ферзь («Пушка Алехина[англ.]»)

По диагонали:
- Ферзь + слон

Возможны и другие сочетания, например, слон + слон или ферзь + ферзь. Однако такое редко встречается в практике из-за того, что для этого необходимо превращение пешки.

## «Пушка Алехина»
|   | a | b | c | d | e | f | g | h |   |
| - | --- | --- | --- | --- | --- | --- | --- | --- | - |
| 8 | b8 чёрная ладья · e8 чёрный ферзь · g8 чёрный король · a7 чёрная пешка · c7 чёрная ладья · e7 чёрный конь · g7 чёрная пешка · a6 белая пешка · b6 чёрная пешка · c6 чёрный конь · e6 чёрная пешка · h6 чёрная пешка · b5 белый слон · d5 чёрная пешка · e5 белая пешка · f5 чёрная пешка · b4 белая пешка · d4 белая пешка · f4 белая пешка · e3 белый ферзь · f3 белый конь · c2 белая ладья · g2 белая пешка · h2 белая пешка · c1 белая ладья · g1 белый король | b8 чёрная ладья · e8 чёрный ферзь · g8 чёрный король · a7 чёрная пешка · c7 чёрная ладья · e7 чёрный конь · g7 чёрная пешка · a6 белая пешка · b6 чёрная пешка · c6 чёрный конь · e6 чёрная пешка · h6 чёрная пешка · b5 белый слон · d5 чёрная пешка · e5 белая пешка · f5 чёрная пешка · b4 белая пешка · d4 белая пешка · f4 белая пешка · e3 белый ферзь · f3 белый конь · c2 белая ладья · g2 белая пешка · h2 белая пешка · c1 белая ладья · g1 белый король | b8 чёрная ладья · e8 чёрный ферзь · g8 чёрный король · a7 чёрная пешка · c7 чёрная ладья · e7 чёрный конь · g7 чёрная пешка · a6 белая пешка · b6 чёрная пешка · c6 чёрный конь · e6 чёрная пешка · h6 чёрная пешка · b5 белый слон · d5 чёрная пешка · e5 белая пешка · f5 чёрная пешка · b4 белая пешка · d4 белая пешка · f4 белая пешка · e3 белый ферзь · f3 белый конь · c2 белая ладья · g2 белая пешка · h2 белая пешка · c1 белая ладья · g1 белый король | b8 чёрная ладья · e8 чёрный ферзь · g8 чёрный король · a7 чёрная пешка · c7 чёрная ладья · e7 чёрный конь · g7 чёрная пешка · a6 белая пешка · b6 чёрная пешка · c6 чёрный конь · e6 чёрная пешка · h6 чёрная пешка · b5 белый слон · d5 чёрная пешка · e5 белая пешка · f5 чёрная пешка · b4 белая пешка · d4 белая пешка · f4 белая пешка · e3 белый ферзь · f3 белый конь · c2 белая ладья · g2 белая пешка · h2 белая пешка · c1 белая ладья · g1 белый король | b8 чёрная ладья · e8 чёрный ферзь · g8 чёрный король · a7 чёрная пешка · c7 чёрная ладья · e7 чёрный конь · g7 чёрная пешка · a6 белая пешка · b6 чёрная пешка · c6 чёрный конь · e6 чёрная пешка · h6 чёрная пешка · b5 белый слон · d5 чёрная пешка · e5 белая пешка · f5 чёрная пешка · b4 белая пешка · d4 белая пешка · f4 белая пешка · e3 белый ферзь · f3 белый конь · c2 белая ладья · g2 белая пешка · h2 белая пешка · c1 белая ладья · g1 белый король | b8 чёрная ладья · e8 чёрный ферзь · g8 чёрный король · a7 чёрная пешка · c7 чёрная ладья · e7 чёрный конь · g7 чёрная пешка · a6 белая пешка · b6 чёрная пешка · c6 чёрный конь · e6 чёрная пешка · h6 чёрная пешка · b5 белый слон · d5 чёрная пешка · e5 белая пешка · f5 чёрная пешка · b4 белая пешка · d4 белая пешка · f4 белая пешка · e3 белый ферзь · f3 белый конь · c2 белая ладья · g2 белая пешка · h2 белая пешка · c1 белая ладья · g1 белый король | b8 чёрная ладья · e8 чёрный ферзь · g8 чёрный король · a7 чёрная пешка · c7 чёрная ладья · e7 чёрный конь · g7 чёрная пешка · a6 белая пешка · b6 чёрная пешка · c6 чёрный конь · e6 чёрная пешка · h6 чёрная пешка · b5 белый слон · d5 чёрная пешка · e5 белая пешка · f5 чёрная пешка · b4 белая пешка · d4 белая пешка · f4 белая пешка · e3 белый ферзь · f3 белый конь · c2 белая ладья · g2 белая пешка · h2 белая пешка · c1 белая ладья · g1 белый король | b8 чёрная ладья · e8 чёрный ферзь · g8 чёрный король · a7 чёрная пешка · c7 чёрная ладья · e7 чёрный конь · g7 чёрная пешка · a6 белая пешка · b6 чёрная пешка · c6 чёрный конь · e6 чёрная пешка · h6 чёрная пешка · b5 белый слон · d5 чёрная пешка · e5 белая пешка · f5 чёрная пешка · b4 белая пешка · d4 белая пешка · f4 белая пешка · e3 белый ферзь · f3 белый конь · c2 белая ладья · g2 белая пешка · h2 белая пешка · c1 белая ладья · g1 белый король | 8 |
| 7 | b8 чёрная ладья · e8 чёрный ферзь · g8 чёрный король · a7 чёрная пешка · c7 чёрная ладья · e7 чёрный конь · g7 чёрная пешка · a6 белая пешка · b6 чёрная пешка · c6 чёрный конь · e6 чёрная пешка · h6 чёрная пешка · b5 белый слон · d5 чёрная пешка · e5 белая пешка · f5 чёрная пешка · b4 белая пешка · d4 белая пешка · f4 белая пешка · e3 белый ферзь · f3 белый конь · c2 белая ладья · g2 белая пешка · h2 белая пешка · c1 белая ладья · g1 белый король | b8 чёрная ладья · e8 чёрный ферзь · g8 чёрный король · a7 чёрная пешка · c7 чёрная ладья · e7 чёрный конь · g7 чёрная пешка · a6 белая пешка · b6 чёрная пешка · c6 чёрный конь · e6 чёрная пешка · h6 чёрная пешка · b5 белый слон · d5 чёрная пешка · e5 белая пешка · f5 чёрная пешка · b4 белая пешка · d4 белая пешка · f4 белая пешка · e3 белый ферзь · f3 белый конь · c2 белая ладья · g2 белая пешка · h2 белая пешка · c1 белая ладья · g1 белый король | b8 чёрная ладья · e8 чёрный ферзь · g8 чёрный король · a7 чёрная пешка · c7 чёрная ладья · e7 чёрный конь · g7 чёрная пешка · a6 белая пешка · b6 чёрная пешка · c6 чёрный конь · e6 чёрная пешка · h6 чёрная пешка · b5 белый слон · d5 чёрная пешка · e5 белая пешка · f5 чёрная пешка · b4 белая пешка · d4 белая пешка · f4 белая пешка · e3 белый ферзь · f3 белый конь · c2 белая ладья · g2 белая пешка · h2 белая пешка · c1 белая ладья · g1 белый король | b8 чёрная ладья · e8 чёрный ферзь · g8 чёрный король · a7 чёрная пешка · c7 чёрная ладья · e7 чёрный конь · g7 чёрная пешка · a6 белая пешка · b6 чёрная пешка · c6 чёрный конь · e6 чёрная пешка · h6 чёрная пешка · b5 белый слон · d5 чёрная пешка · e5 белая пешка · f5 чёрная пешка · b4 белая пешка · d4 белая пешка · f4 белая пешка · e3 белый ферзь · f3 белый конь · c2 белая ладья · g2 белая пешка · h2 белая пешка · c1 белая ладья · g1 белый король | b8 чёрная ладья · e8 чёрный ферзь · g8 чёрный король · a7 чёрная пешка · c7 чёрная ладья · e7 чёрный конь · g7 чёрная пешка · a6 белая пешка · b6 чёрная пешка · c6 чёрный конь · e6 чёрная пешка · h6 чёрная пешка · b5 белый слон · d5 чёрная пешка · e5 белая пешка · f5 чёрная пешка · b4 белая пешка · d4 белая пешка · f4 белая пешка · e3 белый ферзь · f3 белый конь · c2 белая ладья · g2 белая пешка · h2 белая пешка · c1 белая ладья · g1 белый король | b8 чёрная ладья · e8 чёрный ферзь · g8 чёрный король · a7 чёрная пешка · c7 чёрная ладья · e7 чёрный конь · g7 чёрная пешка · a6 белая пешка · b6 чёрная пешка · c6 чёрный конь · e6 чёрная пешка · h6 чёрная пешка · b5 белый слон · d5 чёрная пешка · e5 белая пешка · f5 чёрная пешка · b4 белая пешка · d4 белая пешка · f4 белая пешка · e3 белый ферзь · f3 белый конь · c2 белая ладья · g2 белая пешка · h2 белая пешка · c1 белая ладья · g1 белый король | b8 чёрная ладья · e8 чёрный ферзь · g8 чёрный король · a7 чёрная пешка · c7 чёрная ладья · e7 чёрный конь · g7 чёрная пешка · a6 белая пешка · b6 чёрная пешка · c6 чёрный конь · e6 чёрная пешка · h6 чёрная пешка · b5 белый слон · d5 чёрная пешка · e5 белая пешка · f5 чёрная пешка · b4 белая пешка · d4 белая пешка · f4 белая пешка · e3 белый ферзь · f3 белый конь · c2 белая ладья · g2 белая пешка · h2 белая пешка · c1 белая ладья · g1 белый король | b8 чёрная ладья · e8 чёрный ферзь · g8 чёрный король · a7 чёрная пешка · c7 чёрная ладья · e7 чёрный конь · g7 чёрная пешка · a6 белая пешка · b6 чёрная пешка · c6 чёрный конь · e6 чёрная пешка · h6 чёрная пешка · b5 белый слон · d5 чёрная пешка · e5 белая пешка · f5 чёрная пешка · b4 белая пешка · d4 белая пешка · f4 белая пешка · e3 белый ферзь · f3 белый конь · c2 белая ладья · g2 белая пешка · h2 белая пешка · c1 белая ладья · g1 белый король | 7 |
| 6 | b8 чёрная ладья · e8 чёрный ферзь · g8 чёрный король · a7 чёрная пешка · c7 чёрная ладья · e7 чёрный конь · g7 чёрная пешка · a6 белая пешка · b6 чёрная пешка · c6 чёрный конь · e6 чёрная пешка · h6 чёрная пешка · b5 белый слон · d5 чёрная пешка · e5 белая пешка · f5 чёрная пешка · b4 белая пешка · d4 белая пешка · f4 белая пешка · e3 белый ферзь · f3 белый конь · c2 белая ладья · g2 белая пешка · h2 белая пешка · c1 белая ладья · g1 белый король | b8 чёрная ладья · e8 чёрный ферзь · g8 чёрный король · a7 чёрная пешка · c7 чёрная ладья · e7 чёрный конь · g7 чёрная пешка · a6 белая пешка · b6 чёрная пешка · c6 чёрный конь · e6 чёрная пешка · h6 чёрная пешка · b5 белый слон · d5 чёрная пешка · e5 белая пешка · f5 чёрная пешка · b4 белая пешка · d4 белая пешка · f4 белая пешка · e3 белый ферзь · f3 белый конь · c2 белая ладья · g2 белая пешка · h2 белая пешка · c1 белая ладья · g1 белый король | b8 чёрная ладья · e8 чёрный ферзь · g8 чёрный король · a7 чёрная пешка · c7 чёрная ладья · e7 чёрный конь · g7 чёрная пешка · a6 белая пешка · b6 чёрная пешка · c6 чёрный конь · e6 чёрная пешка · h6 чёрная пешка · b5 белый слон · d5 чёрная пешка · e5 белая пешка · f5 чёрная пешка · b4 белая пешка · d4 белая пешка · f4 белая пешка · e3 белый ферзь · f3 белый конь · c2 белая ладья · g2 белая пешка · h2 белая пешка · c1 белая ладья · g1 белый король | b8 чёрная ладья · e8 чёрный ферзь · g8 чёрный король · a7 чёрная пешка · c7 чёрная ладья · e7 чёрный конь · g7 чёрная пешка · a6 белая пешка · b6 чёрная пешка · c6 чёрный конь · e6 чёрная пешка · h6 чёрная пешка · b5 белый слон · d5 чёрная пешка · e5 белая пешка · f5 чёрная пешка · b4 белая пешка · d4 белая пешка · f4 белая пешка · e3 белый ферзь · f3 белый конь · c2 белая ладья · g2 белая пешка · h2 белая пешка · c1 белая ладья · g1 белый король | b8 чёрная ладья · e8 чёрный ферзь · g8 чёрный король · a7 чёрная пешка · c7 чёрная ладья · e7 чёрный конь · g7 чёрная пешка · a6 белая пешка · b6 чёрная пешка · c6 чёрный конь · e6 чёрная пешка · h6 чёрная пешка · b5 белый слон · d5 чёрная пешка · e5 белая пешка · f5 чёрная пешка · b4 белая пешка · d4 белая пешка · f4 белая пешка · e3 белый ферзь · f3 белый конь · c2 белая ладья · g2 белая пешка · h2 белая пешка · c1 белая ладья · g1 белый король | b8 чёрная ладья · e8 чёрный ферзь · g8 чёрный король · a7 чёрная пешка · c7 чёрная ладья · e7 чёрный конь · g7 чёрная пешка · a6 белая пешка · b6 чёрная пешка · c6 чёрный конь · e6 чёрная пешка · h6 чёрная пешка · b5 белый слон · d5 чёрная пешка · e5 белая пешка · f5 чёрная пешка · b4 белая пешка · d4 белая пешка · f4 белая пешка · e3 белый ферзь · f3 белый конь · c2 белая ладья · g2 белая пешка · h2 белая пешка · c1 белая ладья · g1 белый король | b8 чёрная ладья · e8 чёрный ферзь · g8 чёрный король · a7 чёрная пешка · c7 чёрная ладья · e7 чёрный конь · g7 чёрная пешка · a6 белая пешка · b6 чёрная пешка · c6 чёрный конь · e6 чёрная пешка · h6 чёрная пешка · b5 белый слон · d5 чёрная пешка · e5 белая пешка · f5 чёрная пешка · b4 белая пешка · d4 белая пешка · f4 белая пешка · e3 белый ферзь · f3 белый конь · c2 белая ладья · g2 белая пешка · h2 белая пешка · c1 белая ладья · g1 белый король | b8 чёрная ладья · e8 чёрный ферзь · g8 чёрный король · a7 чёрная пешка · c7 чёрная ладья · e7 чёрный конь · g7 чёрная пешка · a6 белая пешка · b6 чёрная пешка · c6 чёрный конь · e6 чёрная пешка · h6 чёрная пешка · b5 белый слон · d5 чёрная пешка · e5 белая пешка · f5 чёрная пешка · b4 белая пешка · d4 белая пешка · f4 белая пешка · e3 белый ферзь · f3 белый конь · c2 белая ладья · g2 белая пешка · h2 белая пешка · c1 белая ладья · g1 белый король | 6 |
| 5 | b8 чёрная ладья · e8 чёрный ферзь · g8 чёрный король · a7 чёрная пешка · c7 чёрная ладья · e7 чёрный конь · g7 чёрная пешка · a6 белая пешка · b6 чёрная пешка · c6 чёрный конь · e6 чёрная пешка · h6 чёрная пешка · b5 белый слон · d5 чёрная пешка · e5 белая пешка · f5 чёрная пешка · b4 белая пешка · d4 белая пешка · f4 белая пешка · e3 белый ферзь · f3 белый конь · c2 белая ладья · g2 белая пешка · h2 белая пешка · c1 белая ладья · g1 белый король | b8 чёрная ладья · e8 чёрный ферзь · g8 чёрный король · a7 чёрная пешка · c7 чёрная ладья · e7 чёрный конь · g7 чёрная пешка · a6 белая пешка · b6 чёрная пешка · c6 чёрный конь · e6 чёрная пешка · h6 чёрная пешка · b5 белый слон · d5 чёрная пешка · e5 белая пешка · f5 чёрная пешка · b4 белая пешка · d4 белая пешка · f4 белая пешка · e3 белый ферзь · f3 белый конь · c2 белая ладья · g2 белая пешка · h2 белая пешка · c1 белая ладья · g1 белый король | b8 чёрная ладья · e8 чёрный ферзь · g8 чёрный король · a7 чёрная пешка · c7 чёрная ладья · e7 чёрный конь · g7 чёрная пешка · a6 белая пешка · b6 чёрная пешка · c6 чёрный конь · e6 чёрная пешка · h6 чёрная пешка · b5 белый слон · d5 чёрная пешка · e5 белая пешка · f5 чёрная пешка · b4 белая пешка · d4 белая пешка · f4 белая пешка · e3 белый ферзь · f3 белый конь · c2 белая ладья · g2 белая пешка · h2 белая пешка · c1 белая ладья · g1 белый король | b8 чёрная ладья · e8 чёрный ферзь · g8 чёрный король · a7 чёрная пешка · c7 чёрная ладья · e7 чёрный конь · g7 чёрная пешка · a6 белая пешка · b6 чёрная пешка · c6 чёрный конь · e6 чёрная пешка · h6 чёрная пешка · b5 белый слон · d5 чёрная пешка · e5 белая пешка · f5 чёрная пешка · b4 белая пешка · d4 белая пешка · f4 белая пешка · e3 белый ферзь · f3 белый конь · c2 белая ладья · g2 белая пешка · h2 белая пешка · c1 белая ладья · g1 белый король | b8 чёрная ладья · e8 чёрный ферзь · g8 чёрный король · a7 чёрная пешка · c7 чёрная ладья · e7 чёрный конь · g7 чёрная пешка · a6 белая пешка · b6 чёрная пешка · c6 чёрный конь · e6 чёрная пешка · h6 чёрная пешка · b5 белый слон · d5 чёрная пешка · e5 белая пешка · f5 чёрная пешка · b4 белая пешка · d4 белая пешка · f4 белая пешка · e3 белый ферзь · f3 белый конь · c2 белая ладья · g2 белая пешка · h2 белая пешка · c1 белая ладья · g1 белый король | b8 чёрная ладья · e8 чёрный ферзь · g8 чёрный король · a7 чёрная пешка · c7 чёрная ладья · e7 чёрный конь · g7 чёрная пешка · a6 белая пешка · b6 чёрная пешка · c6 чёрный конь · e6 чёрная пешка · h6 чёрная пешка · b5 белый слон · d5 чёрная пешка · e5 белая пешка · f5 чёрная пешка · b4 белая пешка · d4 белая пешка · f4 белая пешка · e3 белый ферзь · f3 белый конь · c2 белая ладья · g2 белая пешка · h2 белая пешка · c1 белая ладья · g1 белый король | b8 чёрная ладья · e8 чёрный ферзь · g8 чёрный король · a7 чёрная пешка · c7 чёрная ладья · e7 чёрный конь · g7 чёрная пешка · a6 белая пешка · b6 чёрная пешка · c6 чёрный конь · e6 чёрная пешка · h6 чёрная пешка · b5 белый слон · d5 чёрная пешка · e5 белая пешка · f5 чёрная пешка · b4 белая пешка · d4 белая пешка · f4 белая пешка · e3 белый ферзь · f3 белый конь · c2 белая ладья · g2 белая пешка · h2 белая пешка · c1 белая ладья · g1 белый король | b8 чёрная ладья · e8 чёрный ферзь · g8 чёрный король · a7 чёрная пешка · c7 чёрная ладья · e7 чёрный конь · g7 чёрная пешка · a6 белая пешка · b6 чёрная пешка · c6 чёрный конь · e6 чёрная пешка · h6 чёрная пешка · b5 белый слон · d5 чёрная пешка · e5 белая пешка · f5 чёрная пешка · b4 белая пешка · d4 белая пешка · f4 белая пешка · e3 белый ферзь · f3 белый конь · c2 белая ладья · g2 белая пешка · h2 белая пешка · c1 белая ладья · g1 белый король | 5 |
| 4 | b8 чёрная ладья · e8 чёрный ферзь · g8 чёрный король · a7 чёрная пешка · c7 чёрная ладья · e7 чёрный конь · g7 чёрная пешка · a6 белая пешка · b6 чёрная пешка · c6 чёрный конь · e6 чёрная пешка · h6 чёрная пешка · b5 белый слон · d5 чёрная пешка · e5 белая пешка · f5 чёрная пешка · b4 белая пешка · d4 белая пешка · f4 белая пешка · e3 белый ферзь · f3 белый конь · c2 белая ладья · g2 белая пешка · h2 белая пешка · c1 белая ладья · g1 белый король | b8 чёрная ладья · e8 чёрный ферзь · g8 чёрный король · a7 чёрная пешка · c7 чёрная ладья · e7 чёрный конь · g7 чёрная пешка · a6 белая пешка · b6 чёрная пешка · c6 чёрный конь · e6 чёрная пешка · h6 чёрная пешка · b5 белый слон · d5 чёрная пешка · e5 белая пешка · f5 чёрная пешка · b4 белая пешка · d4 белая пешка · f4 белая пешка · e3 белый ферзь · f3 белый конь · c2 белая ладья · g2 белая пешка · h2 белая пешка · c1 белая ладья · g1 белый король | b8 чёрная ладья · e8 чёрный ферзь · g8 чёрный король · a7 чёрная пешка · c7 чёрная ладья · e7 чёрный конь · g7 чёрная пешка · a6 белая пешка · b6 чёрная пешка · c6 чёрный конь · e6 чёрная пешка · h6 чёрная пешка · b5 белый слон · d5 чёрная пешка · e5 белая пешка · f5 чёрная пешка · b4 белая пешка · d4 белая пешка · f4 белая пешка · e3 белый ферзь · f3 белый конь · c2 белая ладья · g2 белая пешка · h2 белая пешка · c1 белая ладья · g1 белый король | b8 чёрная ладья · e8 чёрный ферзь · g8 чёрный король · a7 чёрная пешка · c7 чёрная ладья · e7 чёрный конь · g7 чёрная пешка · a6 белая пешка · b6 чёрная пешка · c6 чёрный конь · e6 чёрная пешка · h6 чёрная пешка · b5 белый слон · d5 чёрная пешка · e5 белая пешка · f5 чёрная пешка · b4 белая пешка · d4 белая пешка · f4 белая пешка · e3 белый ферзь · f3 белый конь · c2 белая ладья · g2 белая пешка · h2 белая пешка · c1 белая ладья · g1 белый король | b8 чёрная ладья · e8 чёрный ферзь · g8 чёрный король · a7 чёрная пешка · c7 чёрная ладья · e7 чёрный конь · g7 чёрная пешка · a6 белая пешка · b6 чёрная пешка · c6 чёрный конь · e6 чёрная пешка · h6 чёрная пешка · b5 белый слон · d5 чёрная пешка · e5 белая пешка · f5 чёрная пешка · b4 белая пешка · d4 белая пешка · f4 белая пешка · e3 белый ферзь · f3 белый конь · c2 белая ладья · g2 белая пешка · h2 белая пешка · c1 белая ладья · g1 белый король | b8 чёрная ладья · e8 чёрный ферзь · g8 чёрный король · a7 чёрная пешка · c7 чёрная ладья · e7 чёрный конь · g7 чёрная пешка · a6 белая пешка · b6 чёрная пешка · c6 чёрный конь · e6 чёрная пешка · h6 чёрная пешка · b5 белый слон · d5 чёрная пешка · e5 белая пешка · f5 чёрная пешка · b4 белая пешка · d4 белая пешка · f4 белая пешка · e3 белый ферзь · f3 белый конь · c2 белая ладья · g2 белая пешка · h2 белая пешка · c1 белая ладья · g1 белый король | b8 чёрная ладья · e8 чёрный ферзь · g8 чёрный король · a7 чёрная пешка · c7 чёрная ладья · e7 чёрный конь · g7 чёрная пешка · a6 белая пешка · b6 чёрная пешка · c6 чёрный конь · e6 чёрная пешка · h6 чёрная пешка · b5 белый слон · d5 чёрная пешка · e5 белая пешка · f5 чёрная пешка · b4 белая пешка · d4 белая пешка · f4 белая пешка · e3 белый ферзь · f3 белый конь · c2 белая ладья · g2 белая пешка · h2 белая пешка · c1 белая ладья · g1 белый король | b8 чёрная ладья · e8 чёрный ферзь · g8 чёрный король · a7 чёрная пешка · c7 чёрная ладья · e7 чёрный конь · g7 чёрная пешка · a6 белая пешка · b6 чёрная пешка · c6 чёрный конь · e6 чёрная пешка · h6 чёрная пешка · b5 белый слон · d5 чёрная пешка · e5 белая пешка · f5 чёрная пешка · b4 белая пешка · d4 белая пешка · f4 белая пешка · e3 белый ферзь · f3 белый конь · c2 белая ладья · g2 белая пешка · h2 белая пешка · c1 белая ладья · g1 белый король | 4 |
| 3 | b8 чёрная ладья · e8 чёрный ферзь · g8 чёрный король · a7 чёрная пешка · c7 чёрная ладья · e7 чёрный конь · g7 чёрная пешка · a6 белая пешка · b6 чёрная пешка · c6 чёрный конь · e6 чёрная пешка · h6 чёрная пешка · b5 белый слон · d5 чёрная пешка · e5 белая пешка · f5 чёрная пешка · b4 белая пешка · d4 белая пешка · f4 белая пешка · e3 белый ферзь · f3 белый конь · c2 белая ладья · g2 белая пешка · h2 белая пешка · c1 белая ладья · g1 белый король | b8 чёрная ладья · e8 чёрный ферзь · g8 чёрный король · a7 чёрная пешка · c7 чёрная ладья · e7 чёрный конь · g7 чёрная пешка · a6 белая пешка · b6 чёрная пешка · c6 чёрный конь · e6 чёрная пешка · h6 чёрная пешка · b5 белый слон · d5 чёрная пешка · e5 белая пешка · f5 чёрная пешка · b4 белая пешка · d4 белая пешка · f4 белая пешка · e3 белый ферзь · f3 белый конь · c2 белая ладья · g2 белая пешка · h2 белая пешка · c1 белая ладья · g1 белый король | b8 чёрная ладья · e8 чёрный ферзь · g8 чёрный король · a7 чёрная пешка · c7 чёрная ладья · e7 чёрный конь · g7 чёрная пешка · a6 белая пешка · b6 чёрная пешка · c6 чёрный конь · e6 чёрная пешка · h6 чёрная пешка · b5 белый слон · d5 чёрная пешка · e5 белая пешка · f5 чёрная пешка · b4 белая пешка · d4 белая пешка · f4 белая пешка · e3 белый ферзь · f3 белый конь · c2 белая ладья · g2 белая пешка · h2 белая пешка · c1 белая ладья · g1 белый король | b8 чёрная ладья · e8 чёрный ферзь · g8 чёрный король · a7 чёрная пешка · c7 чёрная ладья · e7 чёрный конь · g7 чёрная пешка · a6 белая пешка · b6 чёрная пешка · c6 чёрный конь · e6 чёрная пешка · h6 чёрная пешка · b5 белый слон · d5 чёрная пешка · e5 белая пешка · f5 чёрная пешка · b4 белая пешка · d4 белая пешка · f4 белая пешка · e3 белый ферзь · f3 белый конь · c2 белая ладья · g2 белая пешка · h2 белая пешка · c1 белая ладья · g1 белый король | b8 чёрная ладья · e8 чёрный ферзь · g8 чёрный король · a7 чёрная пешка · c7 чёрная ладья · e7 чёрный конь · g7 чёрная пешка · a6 белая пешка · b6 чёрная пешка · c6 чёрный конь · e6 чёрная пешка · h6 чёрная пешка · b5 белый слон · d5 чёрная пешка · e5 белая пешка · f5 чёрная пешка · b4 белая пешка · d4 белая пешка · f4 белая пешка · e3 белый ферзь · f3 белый конь · c2 белая ладья · g2 белая пешка · h2 белая пешка · c1 белая ладья · g1 белый король | b8 чёрная ладья · e8 чёрный ферзь · g8 чёрный король · a7 чёрная пешка · c7 чёрная ладья · e7 чёрный конь · g7 чёрная пешка · a6 белая пешка · b6 чёрная пешка · c6 чёрный конь · e6 чёрная пешка · h6 чёрная пешка · b5 белый слон · d5 чёрная пешка · e5 белая пешка · f5 чёрная пешка · b4 белая пешка · d4 белая пешка · f4 белая пешка · e3 белый ферзь · f3 белый конь · c2 белая ладья · g2 белая пешка · h2 белая пешка · c1 белая ладья · g1 белый король | b8 чёрная ладья · e8 чёрный ферзь · g8 чёрный король · a7 чёрная пешка · c7 чёрная ладья · e7 чёрный конь · g7 чёрная пешка · a6 белая пешка · b6 чёрная пешка · c6 чёрный конь · e6 чёрная пешка · h6 чёрная пешка · b5 белый слон · d5 чёрная пешка · e5 белая пешка · f5 чёрная пешка · b4 белая пешка · d4 белая пешка · f4 белая пешка · e3 белый ферзь · f3 белый конь · c2 белая ладья · g2 белая пешка · h2 белая пешка · c1 белая ладья · g1 белый король | b8 чёрная ладья · e8 чёрный ферзь · g8 чёрный король · a7 чёрная пешка · c7 чёрная ладья · e7 чёрный конь · g7 чёрная пешка · a6 белая пешка · b6 чёрная пешка · c6 чёрный конь · e6 чёрная пешка · h6 чёрная пешка · b5 белый слон · d5 чёрная пешка · e5 белая пешка · f5 чёрная пешка · b4 белая пешка · d4 белая пешка · f4 белая пешка · e3 белый ферзь · f3 белый конь · c2 белая ладья · g2 белая пешка · h2 белая пешка · c1 белая ладья · g1 белый король | 3 |
| 2 | b8 чёрная ладья · e8 чёрный ферзь · g8 чёрный король · a7 чёрная пешка · c7 чёрная ладья · e7 чёрный конь · g7 чёрная пешка · a6 белая пешка · b6 чёрная пешка · c6 чёрный конь · e6 чёрная пешка · h6 чёрная пешка · b5 белый слон · d5 чёрная пешка · e5 белая пешка · f5 чёрная пешка · b4 белая пешка · d4 белая пешка · f4 белая пешка · e3 белый ферзь · f3 белый конь · c2 белая ладья · g2 белая пешка · h2 белая пешка · c1 белая ладья · g1 белый король | b8 чёрная ладья · e8 чёрный ферзь · g8 чёрный король · a7 чёрная пешка · c7 чёрная ладья · e7 чёрный конь · g7 чёрная пешка · a6 белая пешка · b6 чёрная пешка · c6 чёрный конь · e6 чёрная пешка · h6 чёрная пешка · b5 белый слон · d5 чёрная пешка · e5 белая пешка · f5 чёрная пешка · b4 белая пешка · d4 белая пешка · f4 белая пешка · e3 белый ферзь · f3 белый конь · c2 белая ладья · g2 белая пешка · h2 белая пешка · c1 белая ладья · g1 белый король | b8 чёрная ладья · e8 чёрный ферзь · g8 чёрный король · a7 чёрная пешка · c7 чёрная ладья · e7 чёрный конь · g7 чёрная пешка · a6 белая пешка · b6 чёрная пешка · c6 чёрный конь · e6 чёрная пешка · h6 чёрная пешка · b5 белый слон · d5 чёрная пешка · e5 белая пешка · f5 чёрная пешка · b4 белая пешка · d4 белая пешка · f4 белая пешка · e3 белый ферзь · f3 белый конь · c2 белая ладья · g2 белая пешка · h2 белая пешка · c1 белая ладья · g1 белый король | b8 чёрная ладья · e8 чёрный ферзь · g8 чёрный король · a7 чёрная пешка · c7 чёрная ладья · e7 чёрный конь · g7 чёрная пешка · a6 белая пешка · b6 чёрная пешка · c6 чёрный конь · e6 чёрная пешка · h6 чёрная пешка · b5 белый слон · d5 чёрная пешка · e5 белая пешка · f5 чёрная пешка · b4 белая пешка · d4 белая пешка · f4 белая пешка · e3 белый ферзь · f3 белый конь · c2 белая ладья · g2 белая пешка · h2 белая пешка · c1 белая ладья · g1 белый король | b8 чёрная ладья · e8 чёрный ферзь · g8 чёрный король · a7 чёрная пешка · c7 чёрная ладья · e7 чёрный конь · g7 чёрная пешка · a6 белая пешка · b6 чёрная пешка · c6 чёрный конь · e6 чёрная пешка · h6 чёрная пешка · b5 белый слон · d5 чёрная пешка · e5 белая пешка · f5 чёрная пешка · b4 белая пешка · d4 белая пешка · f4 белая пешка · e3 белый ферзь · f3 белый конь · c2 белая ладья · g2 белая пешка · h2 белая пешка · c1 белая ладья · g1 белый король | b8 чёрная ладья · e8 чёрный ферзь · g8 чёрный король · a7 чёрная пешка · c7 чёрная ладья · e7 чёрный конь · g7 чёрная пешка · a6 белая пешка · b6 чёрная пешка · c6 чёрный конь · e6 чёрная пешка · h6 чёрная пешка · b5 белый слон · d5 чёрная пешка · e5 белая пешка · f5 чёрная пешка · b4 белая пешка · d4 белая пешка · f4 белая пешка · e3 белый ферзь · f3 белый конь · c2 белая ладья · g2 белая пешка · h2 белая пешка · c1 белая ладья · g1 белый король | b8 чёрная ладья · e8 чёрный ферзь · g8 чёрный король · a7 чёрная пешка · c7 чёрная ладья · e7 чёрный конь · g7 чёрная пешка · a6 белая пешка · b6 чёрная пешка · c6 чёрный конь · e6 чёрная пешка · h6 чёрная пешка · b5 белый слон · d5 чёрная пешка · e5 белая пешка · f5 чёрная пешка · b4 белая пешка · d4 белая пешка · f4 белая пешка · e3 белый ферзь · f3 белый конь · c2 белая ладья · g2 белая пешка · h2 белая пешка · c1 белая ладья · g1 белый король | b8 чёрная ладья · e8 чёрный ферзь · g8 чёрный король · a7 чёрная пешка · c7 чёрная ладья · e7 чёрный конь · g7 чёрная пешка · a6 белая пешка · b6 чёрная пешка · c6 чёрный конь · e6 чёрная пешка · h6 чёрная пешка · b5 белый слон · d5 чёрная пешка · e5 белая пешка · f5 чёрная пешка · b4 белая пешка · d4 белая пешка · f4 белая пешка · e3 белый ферзь · f3 белый конь · c2 белая ладья · g2 белая пешка · h2 белая пешка · c1 белая ладья · g1 белый король | 2 |
| 1 | b8 чёрная ладья · e8 чёрный ферзь · g8 чёрный король · a7 чёрная пешка · c7 чёрная ладья · e7 чёрный конь · g7 чёрная пешка · a6 белая пешка · b6 чёрная пешка · c6 чёрный конь · e6 чёрная пешка · h6 чёрная пешка · b5 белый слон · d5 чёрная пешка · e5 белая пешка · f5 чёрная пешка · b4 белая пешка · d4 белая пешка · f4 белая пешка · e3 белый ферзь · f3 белый конь · c2 белая ладья · g2 белая пешка · h2 белая пешка · c1 белая ладья · g1 белый король | b8 чёрная ладья · e8 чёрный ферзь · g8 чёрный король · a7 чёрная пешка · c7 чёрная ладья · e7 чёрный конь · g7 чёрная пешка · a6 белая пешка · b6 чёрная пешка · c6 чёрный конь · e6 чёрная пешка · h6 чёрная пешка · b5 белый слон · d5 чёрная пешка · e5 белая пешка · f5 чёрная пешка · b4 белая пешка · d4 белая пешка · f4 белая пешка · e3 белый ферзь · f3 белый конь · c2 белая ладья · g2 белая пешка · h2 белая пешка · c1 белая ладья · g1 белый король | b8 чёрная ладья · e8 чёрный ферзь · g8 чёрный король · a7 чёрная пешка · c7 чёрная ладья · e7 чёрный конь · g7 чёрная пешка · a6 белая пешка · b6 чёрная пешка · c6 чёрный конь · e6 чёрная пешка · h6 чёрная пешка · b5 белый слон · d5 чёрная пешка · e5 белая пешка · f5 чёрная пешка · b4 белая пешка · d4 белая пешка · f4 белая пешка · e3 белый ферзь · f3 белый конь · c2 белая ладья · g2 белая пешка · h2 белая пешка · c1 белая ладья · g1 белый король | b8 чёрная ладья · e8 чёрный ферзь · g8 чёрный король · a7 чёрная пешка · c7 чёрная ладья · e7 чёрный конь · g7 чёрная пешка · a6 белая пешка · b6 чёрная пешка · c6 чёрный конь · e6 чёрная пешка · h6 чёрная пешка · b5 белый слон · d5 чёрная пешка · e5 белая пешка · f5 чёрная пешка · b4 белая пешка · d4 белая пешка · f4 белая пешка · e3 белый ферзь · f3 белый конь · c2 белая ладья · g2 белая пешка · h2 белая пешка · c1 белая ладья · g1 белый король | b8 чёрная ладья · e8 чёрный ферзь · g8 чёрный король · a7 чёрная пешка · c7 чёрная ладья · e7 чёрный конь · g7 чёрная пешка · a6 белая пешка · b6 чёрная пешка · c6 чёрный конь · e6 чёрная пешка · h6 чёрная пешка · b5 белый слон · d5 чёрная пешка · e5 белая пешка · f5 чёрная пешка · b4 белая пешка · d4 белая пешка · f4 белая пешка · e3 белый ферзь · f3 белый конь · c2 белая ладья · g2 белая пешка · h2 белая пешка · c1 белая ладья · g1 белый король | b8 чёрная ладья · e8 чёрный ферзь · g8 чёрный король · a7 чёрная пешка · c7 чёрная ладья · e7 чёрный конь · g7 чёрная пешка · a6 белая пешка · b6 чёрная пешка · c6 чёрный конь · e6 чёрная пешка · h6 чёрная пешка · b5 белый слон · d5 чёрная пешка · e5 белая пешка · f5 чёрная пешка · b4 белая пешка · d4 белая пешка · f4 белая пешка · e3 белый ферзь · f3 белый конь · c2 белая ладья · g2 белая пешка · h2 белая пешка · c1 белая ладья · g1 белый король | b8 чёрная ладья · e8 чёрный ферзь · g8 чёрный король · a7 чёрная пешка · c7 чёрная ладья · e7 чёрный конь · g7 чёрная пешка · a6 белая пешка · b6 чёрная пешка · c6 чёрный конь · e6 чёрная пешка · h6 чёрная пешка · b5 белый слон · d5 чёрная пешка · e5 белая пешка · f5 чёрная пешка · b4 белая пешка · d4 белая пешка · f4 белая пешка · e3 белый ферзь · f3 белый конь · c2 белая ладья · g2 белая пешка · h2 белая пешка · c1 белая ладья · g1 белый король | b8 чёрная ладья · e8 чёрный ферзь · g8 чёрный король · a7 чёрная пешка · c7 чёрная ладья · e7 чёрный конь · g7 чёрная пешка · a6 белая пешка · b6 чёрная пешка · c6 чёрный конь · e6 чёрная пешка · h6 чёрная пешка · b5 белый слон · d5 чёрная пешка · e5 белая пешка · f5 чёрная пешка · b4 белая пешка · d4 белая пешка · f4 белая пешка · e3 белый ферзь · f3 белый конь · c2 белая ладья · g2 белая пешка · h2 белая пешка · c1 белая ладья · g1 белый король | 1 |
|   | a | b | c | d | e | f | g | h |   |

«Пушка Алехина» — это устоявшееся в западной шахматной литературе именование батареи всех тяжёлых фигур: ладья + ладья + ферзь. Хотя подобная батарея использовалась и до Алехина, однако именно после его партии с Нимцовичем этот особый случай батареи приобрёл популярность.
В позиции на диаграмме явное преимущество белых. Их давление по линии «с» и связанный конь с6 сковывает все фигуры чёрных. Однако если они будут бездействовать, то чёрные смогут через несколько ходов «распутать» свои фигуры и уравнять игру.
 24. Лc3!
Алехин находит особый манёвр, усиливающий силу батареи.
 24… Фd7
 25. Л1c2 Kрf8
 26. Фc1
«Пушка Алехина» создана, и чёрные уже не в состоянии «распутаться».
 26… Лbc8
 27. Сa4
С угрозой 28. b5
 27… b5
У чёрных нет убедительной защиты.
 28. С:b5 Kрe8
 29. Сa4 Kрd8
 30. h4
 1 — 0
После 30… g6 31. Kph2 чёрные попадают в цугцванг.

## В шахматной композиции
В шахматной композиции термин «батарея» имеет иное определение. Батареей называется расположение на одной линии двух разноимённых фигур одного цвета, причём уход с линии стоящей впереди фигуры позволяет включиться задней дальнобойной фигуре.

### Типы батарей
Различают следующие типы батарей:
- белая,
- чёрная,
- смешанная,
- прямая — после ухода передней фигуры возникает вскрытый шах, поскольку действие задней дальнобойной фигуры направлено на поле, на котором находится король противоположного цвета,
- косвенная — направлена на соседнее с королём поле,
- замаскированная — дальнобойная фигура вступает в действие после ухода с линии двух и более фигур любого цвета. Частным случаем замаскированной батареи является расположение на линии действия дальнобойной фигуры двух фигур того же цвета, называемое полубатареей.